# مارك غان
مارك غان (بالإنجليزية: Mark Gunn)‏ هو لاعب كرة قدم أمريكية أمريكي، ولد في 24 يوليو 1968 في سانت لويس في الولايات المتحدة.

## وصلات خارجية
- مارك غان على موقع مرجع كرة القدم المحترفة.كوم (الإنجليزية)